# Талинский собор
Талинский собор (арм. Թալինի Կաթողիկե եկեղեցի) — трехнефная купольная армянская церковь базиликального типа VII века на северо-восточной окраине города Талин в Арагацотнской области Армении. Является уникальным примером сочетания базилики и крестообразной церкви. Строительство приписывается дворянскому роду Камсаракан.

## Архитектура
Талинский собор представляет собой большую купольную базилику. Предположительно церковь была перестроена в купольный храм в VII веке. В армянской архитектуре Талиниский собор считается новым, своеобразным типом купольной базилики. Архитектор, четко выделяя центральное пространство, сохранил в плане базиликальную трехнефную композицию, увенчанную куполом. Посредине северной, восточной и южных сторон расположены многогранные абсиды, чем проявляется принцип акцентировки центрального объёма. Последние украшены декоративными арками.
- Останки кафедрального собора